# Ivan Smirnov
Pour les articles homonymes, voir Smirnov.
Ivan Nikititch Smirnov est un homme politique russe né en 1881 à Gorodichtche et mort en 1936. Membre du parti communiste, il fait partie de l'opposition de gauche dirigée par Léon Trotsky.

## Biographie
Ivan Smirnov est issu d'une famille de paysans russes. Il entre au parti social-démocrate russe en 1899, puis au parti bolchevik en 1903. Plusieurs fois arrêté et déporté en Sibérie, il est l'un des organisateurs de la révolution de 1905. En 1916, il est enrôlé de force dans l'armée russe mais déserte en 1917 pour participer aux révolutions de février et d'octobre. Pendant la guerre civile russe, il joue un rôle important dans la défaite de l'armée d'Alexandre Kolchak. De 1923 à 1927, il est commissaire du peuple aux postes et télégraphes et membre du comité révolutionnaire de Sibérie. Membre de l'opposition de gauche dès 1923 et signataire de la Déclaration des 46, il est exclu du parti et exilé en 1927. Après avoir déclaré sa rupture avec le trotskisme, il revient au parti en 1929, mais il est de nouveau arrêté en 1933, condamné à cinq ans de Goulag. Il est condamné à mort puis exécuté en 1936, lors de la Grande Terreur. Ivan Nikititch Smirnov est réhabilité en 1988.

## Sources
- (en) Cet article est partiellement ou en totalité issu de l’article de Wikipédia en anglais intitulé « Ivan Smirnov (politician) » (voir la liste des auteurs).